# 苏尔宗河
苏尔宗河（法語：Soulzon，法語發音：[sulzɔ̃]）是法国奥克西塔尼大区阿韦龙省的河流，是塞尔农河的支流，长10.31千米。